# Диего Фераресо
Диего Густаво Фераресо Шкеда (на португалски: Diego Gustavo Ferraresso) е бразилски футболист. Играе за Глория Буцау. Диего притежава български паспорт.

## Кариера

### Литекс Ловеч
Привлечен е в Академия Литекс на 24 юни 2008 г., когато е едва 16-годишен. Месец по-късно с „оранжевите“ взима участие в ежегодния международен турнир за юноши Юлиян Манзаров. На него отбелязва три гола срещу ЦСКА, Академик Св. и Стяуа Букурещ. Неофициален дебют за мъжкия състав на Литекс прави на 6 юли 2008 в контролата със Сливен, като влиза в игра в 73-та минута, а 12 мин. по-късно отбелязва първия си гол. Дебютът му в А група също увенчан с гол е на 15 май 2009 г. в мач срещу Беласица Пч.. Тогава младият бразилец влиза в 77-а мин. на мястото на Сандриньо, а в даденото от съдията продължение отбелязва своя първи гол в елита.  Неизменен титуляр в дублиращия състав на ловчанлии за който редовно отбелязва голове. На 13 юни 2009 в мач от последния кръг на А група Литекс гостува на Спартак Вн. В този мач „оранжевите“ разгромяват домакините с 0:4, а младия кариока отбелязва хеттрик.  Така Диего става най-младият автор на хеттрик в историята на А група. С отбора на Литекс Диего е шампион на България при юношите младша възраст, родени 1992 г., като във финала, игран в Правец, „оранжевите“ побеждават връстниците си от Левски Сф. с 4:2. Младия „кариока“ не взима участие в този мач тъй като се налага спешно да отлети за своята Родина за погребението на своя баща.
През сезон 2008 – 09 таланта изиграва за различните формации на Литекс 65 срещи в които отбелязва близо 50 гола, 5 от които в елита. През 2009 г. с отбора на Литекс става шампион на България при юношите младша възраст, родени 1992 г. През същата година печели и турнира Юлиян Манзаров на който прави фурор с изявите си във всичките срещи, отбелязва голове на ЦСКА и два на Левски с които праща Литекс на финал. В борбата за трофея „оранжевите“ побеждават европейския гранд Барселона, а Диего става голмайстор на турнира. Освен златен медал Диего получава и индивидуална награда за най-добър нападател на турнира. След края на надпреварата емисарите на Барселона проявяват интерес към младока и отнасят със себе си вкъщи запис на всички срещи с негово участие като заявяват, че ще следят развитието му.

### Чавдар Етрополе
От 2011 Диего носи екипа на Чардар Етрополе. Записва 36 мача и вкарва 6 гола.

### Ботев Пловдив
В началото на сезон 2012/13 новият старши треньор на Ботев (Пловдив) Ферарио Спасов привлича младия футболист в състава си. Диего дори провежда подготовка с отбора, но в последния момент е привлечен друг бразилец Вандер, който попълва последната трета квота за чужденци извън ЕС и взаимоотношенията между футболист и клуб са прекратени като до договор не се стига. Диего се завръща в Литекс и изиграва няколко контроли. 

### Локомотив Пловдив
На 10 август 2012 г. Диего подписва договор за една година с градския съперник Локомотив (Пловдив) и взима номер 77. Дебютира на 12 август при първия мач за сезона в А група.

## Национална кариера
Диего получава повиквателна за Бразилия под-20, но не взима участие в официален мач за отбора. След като през 2012 получава правото да получи българско гражданство е повикан в Младежки национален отбор по футбол на България.

## Успехи
Литекс Ловеч
- Шампион – 2009 – 10
- Купа на България – 2009